# NGC 3078
NGC 3078 est une vaste galaxie elliptique située dans la constellation de l'Hydre. NGC 3078 a été découverte par l'astronome germano-britannique William Herschel en 1784.

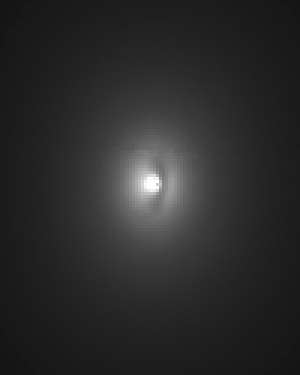
Cette image du télescope spatial Hubble montre l'anneau de poussière qui entoure le centre de NGC 3078, ce qui est inhabituel, car les galaxies elliptiques sont habituellement pauvres en poussière.

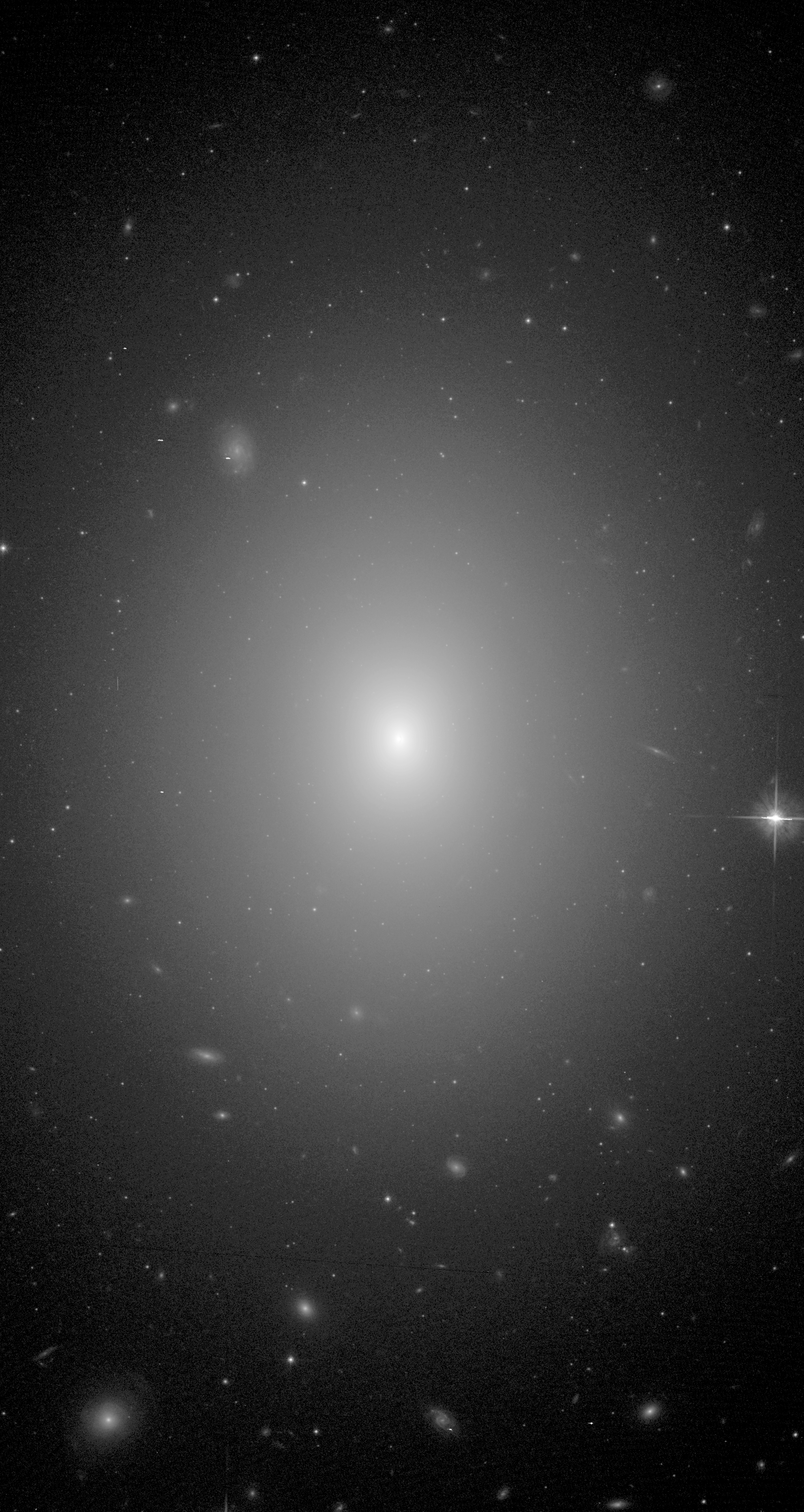
NGC 3078 par le télescope spatial Hubble.

## Caractéristiques
Sa vitesse par rapport au fond diffus cosmologique est de 2 912 ± 31 km/s, ce qui correspond à une distance de Hubble de 43,0 ± 3,0 Mpc (∼140 millions d'al). 
À ce jour, 16 mesures non basées sur le décalage vers le rouge (redshift) donnent une distance de 34,675 ± 7,796 Mpc (∼113 millions d'al), ce qui est à l'intérieur de la distance de Hubble. Notons cependant que c'est avec la valeur moyenne des mesures indépendantes, lorsqu'elles existent, que la base de données NASA/IPAC calcule le diamètre d'une galaxie et qu'en conséquence le diamètre de NGC 0378 pourrait être d'environ 71,4 kpc (∼233 000 al) si on utilisait la distance de Hubble pour le calculer.

## Masse du trou noir central de NGC 3078
Un gros plan d'une image obtenue par le télescope spatial Hubble, malgré la grande distance qui nous sépare de NGC 3078, montre clairement un disque de poussière autour du centre de la galaxie. Sur la base des images du télescope spatial Hubble, la masse du trou noir supermassif au centre de NGC 3078 serait comprise entre 33 et 220 millions de {\displaystyle M_{\odot }}. 

## Groupe de NGC 3054
NGC 3078 est un membre du groupe de NGC 3054. Ce groupe comprend au moins 9 membres. Outre NGC 3054 et NGC 3078, les autres galaxies sont NGC 3051, NGC 3084, NGC 3089, IC 2531, IC 2537, ESO 499-26 et ESO 499-32. NGC 3078 est la galaxie la plus brillante de ce groupe.